# Metavanadato de sódio
Metavanadato de sódio é um sólido amarelo solúvel em água. Atualmente seu uso é limitado às suas propriedades higroscópicas. Na natureza é encontrado na forma do mineral metamunirite (anidro) e na forma diidratada, munirite. Ambos são bastante raros, sendo que o metamunirite somente é encontrado no centro-oeste dos EUA e o munirite no Paquistão e África do Sul.